# Economische politiek
Economische politiek is het geheel aan maatregelen waarmee de staat regulerend en scheppend in de economie optreedt. Economisch beleid bepaalt de spelregels waarbinnen de grotendeels privaat georganiseerde economie zich met al haar verschillende agenten kan ontwikkelen.  
De maatregelen die de staat in het kader van de economische politiek neemt, kunnen betrekking hebben op meerdere terreinen: het vaststellen van overheidsbegrotingen, belastingpolitiek, regulering van de arbeidsmarkt, monetaire politiek, de mate van vrijhandel, de combinatie van privé en/of staatseigendom van productiemiddelen, het bevorderen van innovatie, onderwijspolitiek en vele andere terreinen waar de overheid in de economie intervenieert.